# يوهان ياكوب برايتنجر
يوهان ياكوب برايتنجر (بالألمانية: Johann Jakob Breitinger) هو كاتب وعالم لغة، وصديقا لبودمر. درس علوم الدين، وإلى جانب ذلك الفلسفة وأصبح في عام 1731 أستاذاً للغة العبرية واليونانية في مدرسة زيورخ الثانوية. وأصدر أعمالاً عن التاريخ السويسري والتاريخ القديم، وكذلك أعمالاً أخرى لأدباء ألمان من العصور الوسطى. وفي الفترة من 1721 إلى 1723 شارك في إصدار صحيفة (خطاب الرسامين) وكان برايتنجر يدافع عن ضرورة أن يهدف العمل الأدبي إلى إثارة الخيال والعاطفة إلى جانب التعليم والتربية.

## أعماله
- شرح نقدي لطبيعة وأهداف واستخدام التشبيهات «Critische Abhandlung von Natur, den Absichten und dem Gebrauche der Gleichnisse» (عام 1740).
- فن الشعر النقدي «Critische Dicgtkunst» (عام 1740).

## روابط خارجية
- يوهان ياكوب برايتنجر على موقع الموسوعة البريطانية (الإنجليزية)